# Kościół św. Katarzyny Aleksandryjskiej w Cieninie Kościelnym
Kościół świętej Katarzyny Aleksandryjskiej w Cieninie Kościelnym – rzymskokatolicki kościół parafialny należący do parafii pod tym samym wezwaniem (dekanat goliński archidiecezji gnieźnieńskiej).
Jest to murowana świątynia wzniesiona w latach 1748-1802. W latach 1892–1912 została dobudowana do niej dwukondygnacyjna wieża ze skromnym portalem, zwieńczona latarnią z cebulastym dachem hełmowym. Fundatorką świątyni była Ewa z Pruskich Zielonacka Niemojewska. Architektura kościoła reprezentuje połączenie stylów barokowego z klasycystycznym. W pierwszym z nich zostało wybudowane prezbiterium razem z kruchtą (1748 rok), z kolei wieża powstała w stylu klasycystycznym (1802 rok). Wnętrze świątyni jest dość przestronne. Znajduje się w nim bogato zdobiony barokowo-klasycystyczny ołtarz główny, architektoniczny, w kształcie arkady, gdzie zwielokrotnione archiwolty usytuowane są na przyściennym pilastrze oraz złoconych kolumnach. W retabulum znajduje się pełnoplastyczna rzeźba Chrystusa na krzyżu. Po bokach, na postumentach są umieszczone przedstawienia rzeźbiarskie świętych Apostołów Piotra i Pawła. W narożnikach nawy głównej przy prezbiterium znajdują się ołtarze boczne o klasycystycznej formie architektonicznej. W jednym z nich jest umieszczona rzeźba świętej Katarzyny Aleksandryjskiej – patronki kościoła i parafii, w drugim znajduje się figura Matki Boskiej. Cennym zabytkiem są organy wykonane w warsztacie S. Bielawskiego z Turku, zbudowane zapewne po 1808 roku (jest rok odbudowy kościoła po pożarze). Świątynia jest również ozdobiona wspaniałymi witrażami figuralnymi w oknach, wykonanymi w pracowni Marka Poczwardowskiego z Inowrocławia.